# 제8대 헤어우드 백작 데이비드 래슬스
제8대 헤어우드 백작 데이비드 헨리 조지 래슬스(David Henry George Lascelles, 8th Earl of Harewood, 1950년 10월 21일 ~ )는 영국의 세습귀족(Hereditary peer) 겸 프로듀서이다. 부친 헤어우드 백작(Earl of Harewood) 조지 래슬스로부터 작위를 물려받기 전에는 래슬스 자작(Viscount Lascelles)으로 알려져있다. 조부는 헤어우드 백작 헨리 래슬스이며 조모는 헤어우드 백작부인 프린세스 로열 메리로서 조지 5세의 장녀이다. 현재 영국의 왕위 계승 순위 64위이다. 찰스 3세와는 촌수로 8촌간이다.
| 전임 조지 래슬스 | 영국의 헤어우드 백작 2011년 - | 후임 재임중 |